# Army Service Ribbon
Le Army Service Ribbon (ASR - ruban de service de l'Armée) est une récompense militaire de l'Armée de terre des États-Unis (US Army) créée par le Secrétaire à l'Armée le 10 avril 1981 et annoncée dans le Department of the Army General Order 15, daté du 10 octobre 1990.

## Histoire
Depuis le 1er août 1981, le Army Service Ribbon est décerné à tous les membres de l'armée régulière (active), de la garde nationale de l'Armée (Army National Guard) et de la réserve de l'Armée des États-Unis (United States Army Reserve) dans un statut de réserve active, pour la réussite de la formation initiale, qui, pour les officiers, est considérée comme la réussite de leur cours de base/d'orientation ou d'un niveau supérieur. Les soldats enrôlés se voient décerner le ruban lorsqu'ils ont suivi avec succès leur formation initiale dans une spécialité professionnelle militaire (military occupational specialty - MOS). Si un soldat se voit attribuer un MOS sur la base de compétences acquises en tant que civil ou membre d'un service apparenté (par exemple, l'USAF), le ruban lui sera décerné après 4 mois de service actif honorable.
Le ruban peut être décerné rétroactivement aux militaires qui ont suivi la formation requise avant le 1er août 1981, à condition qu'ils aient eu le statut d'armée active, tel que défini ci-dessus, le 1er août 1981 ou après cette date.
Pour les militaires qui ont suivi la formation initiale avant 1981, le Army Service Ribbon est décerné rétroactivement, à condition que le militaire ait été en service actif après 1981. Pour les militaires qui sont nommés ou s'engagent dans l'Armée après avoir servi dans un service apparenté (et qui peuvent ne pas être tenus de suivre la formation initiale de l'Armée), le ruban de service de l'armée est décerné après quatre mois de service actif.
Le Army Service Ribbon n'est décerné qu'une seule fois, c'est-à-dire qu'aucune récompense ultérieure n'est autorisée. L'équivalent du Army Service Ribbon pour l'armée de l'air américaine (United States Air Force) est l'Air Force Training Ribbon (ruban d'entraînement de l'armée de l'air). Ni l'marine américaine (United States Navy) ni le corps des Marines américain (United States Marine Corps) n'ont d'équivalent direct, bien que la Navy décerne le Basic Training Honor Graduate Ribbon aux 3 % les mieux classés de chaque promotion de recrues de la Navy.
Le Army Service Ribbon est un ruban multicolore (rouge, orange, jaune, vert et bleu) qui représente l'ensemble des spécialités militaires auxquelles les officiers et les soldats peuvent accéder à l'issue de leur formation initiale.

## Source
- (en) Cet article est partiellement ou en totalité issu de l’article de Wikipédia en anglais intitulé « Army Service Ribbon » (voir la liste des auteurs).